# Bertrand Bonello
Bertrand Bonello (Nizza, 11 settembre 1968) è un regista, sceneggiatore e compositore francese.

## Biografia
Nel 1998 realizza il suo primo lungometraggio, Quelque chose d'organique, presentato nella sezione Panorama del Festival di Berlino. Con la sua opera seconda, Le Pornographe, con Jean-Pierre Léaud nel ruolo di un regista pornografico, partecipa alla Settimana internazionale della critica del Festival di Cannes, vincendo il premio FIPRESCI.
Ritorna a Cannes anche con le sue opere successive, nel 2003 in concorso con Tiresia, nel 2005 fuori concorso con il cortometraggio Cindy: The Doll Is Mine, nel 2008 alla Quinzaine des Réalisateurs con De la guerre  e nel 2011 di nuovo in concorso con L'Apollonide - Souvenirs de la maison close. Con quest'ultimo raccoglie otto candidature ai Premi César.
Nel 2016 è presente nella sezione "Onde" del 34° Torino Film Festival con il cortometraggio Sarah Winchester, Opéra fantôme.
Nel 2019 scrive, dirige e produce il film Zombi Child, presentato e selezionato nella sezione Quinzaine des Réalisateurs al Festival di Cannes 2019.
Il cinema di Bertrand Bonello assume le connotazioni di un'opera postmoderna, dove oltre ai richiami a modelli di cinematografie precedenti emerge anche un uso stratificato e intenso di simboli, di associazioni tra l'individuo e gli archetipi della società. Lo spettatore è posto in mezzo a un conflitto tra carne e società, in uno spazio puramente sensoriale, dove le psicologie in gioco vengono metodicamente soppresse.

## Filmografia

### Regista e sceneggiatore

#### Cortometraggi
- Qui je suis (1996)
- The Adventures of James and David (2002)
- Cindy: The Doll Is Mine (2005)
- My New Picture (2006)
- Where the Boys Are (2010)
- Sarah Winchester, opéra fantôme (2016)

#### Lungometraggi
- Quelque chose d'organique (1998)
- Le Pornographe (2001)
- Tiresia (2003)
- De la guerre - Della guerra (De la guerre) (2008)
- L'Apollonide - Souvenirs de la maison close (2011)
- Ingrid Caven: Music and Voice - documentario (2012)
- Saint Laurent (2014)
- Nocturama (2016)
- Zombi Child (2019)
- Coma (2022)
- The Beast (La Bête) (2023)

### Attore
- Titane, regia di Julia Ducournau (2021)

## Riconoscimenti
- Busto Arsizio Film Festival 2024 - Regista dell'anno[8]